# Abadia (direito canônico)
Abadia (do Latim abbatia; do aramaico abba, "pai"), é o nome tradicionalmente utilizado para designar uma comunidade cristã, principalmente na Igreja Católica, cujo diretor espiritual, com o surgimento de algumas ordens monásticas, era chamado abade. Difere-se, no direito canônico de Mosteiro.

## História
O uso do termo, ao longo dos séculos, estendeu-se aos locais, ou às estruturas arquitetônicas onde algumas destas comunidades passaram a habitar.

## Abadia territorial
Uma abadia quando considerada canonicamente equiparada a uma Igreja católica particular, é designada como abadia territorial. Assim como as prelaturas, o vicariato apostólico e a prefeitura apostólica e, também, a administração apostólica estavelmente ereta.
O Código de Direito Canônico da Igreja Católica (cân. 370) define-a como "uma porção do povo de Deus, circunscrita territorialmente, cujo cuidado pastoral, em virtude de circunstâncias especiais, é cometido a um Abade, que a governa como seu pastor próprio, à maneira de Bispo Diocesano". Os que estão à frente destas estruturas eclesiásticas, os abades,  são "sujeitos a direitos e deveres inerentes à condição de Ordinário e Ordinário do lugar" (cân. 174), e não necessariamente recebem a consagração episcopal.
As "abadias", com estas características, no Código de Direito Canônico de 1917, chamadas, anteriormente, nullius diocesis ou abadia nullius, isto é, não dependentes de nenhuma diocese, sofreram algumas restrições. O Motu Proprio Catholica Ecclesia, de 23 de outubro de 1976 determinava que não se erigissem mais abadias como estas, e que se procurasse mudar o estatuto jurídico das existentes. O CDC de 1983 já não contempla mais as que tem menos de três paróquias; tendem, hoje em dia, a ser extintas.